# کوخوو (استان اشوی‌داشکسیه)
کوخوو (به لهستانی: Kochów) یک منطقهٔ مسکونی در لهستان است که در گمینا اوپاتوو (استان اشوی‌داشکسیه) واقع شده‌است. کوخوو ۱۵۰ نفر جمعیت دارد.